# Долинська міська територіальна громада (Івано-Франківська область)
Долинська міська громада — територіальна громада в Україні, в Калуському районі Івано-Франківської області. Адміністративний центр — місто Долина.
Утворена 27 грудня 2018 року шляхом об'єднання Долинської міської ради, Малотур'янської, Солуківської сільських рад Долинського району та Грабівської, Лоп'янської сільських рад Рожнятівського району.

## Населені пункти
До складу громади входять 1 місто (Долина) і 21 село:
- Белеїв
- Велика Тур'я
- Гериня
- Гошів
- Грабів
- Діброва
- Княжолука
- Крива
- Лоп'янка
- Мала Тур'я
- Надіїв
- Новичка
- Оболоння
- Підбережжя
- Рахиня
- Слобода-Долинська
- Солуків
- Тростянець
- Тяпче
- Яворів
- Якубів[4]